# إلينا بونياتوسكا
إلينا بونياتوسكا (بالإسبانية: Elena Poniatowski) ـ (ولدت في 19 مايو 1932) هي صحفية وكاتبة مكسيكية فرنسية المولد، تخصصت في الكتابة عن الموضوعات الاجتماعية والسياسية، وخاصة ما يتعلق بالفئات الاجتماعية المغبونة، كالنساء والفقراء.
ولدت بونياتوسكا في باريس لأبوين من الطبقة العليا، وترجع أصول أمها إلى أسرة نزحت من المكسيك أثناء الثورة المكسيكية، أما أبوها فكان فرنسيًا بولندي الأصل. نزحت بونياتوسكا في العاشرة من عمرها إلى المكسيك مع أسرتها فرارًا من ويلات الحرب العالمية الثانية. بدأت عملها بالصحافة في الثامنة عشرة من عمرها.
من أشهر أعمالها الأدبية رواية «ليلة تلاتيلولكو» (بالإسبانية: La noche de Tlatelolco)، التي نُشرت سنة 1971، وتُرجمت إلى الإنجليزية تحت عنوان «مذبحة في المكسيك» (بالإنجليزية: Massacre in Mexico)، وتدور أحداثها حول قمع احتجاجات سنة 1968 الطلابية في مكسيكو سيتي، ورواية «نخبك يا خيسوسا» (بالإسبانية: Hasta no verte Jesús mío)، التي نُشرت سنة 1969، وتتناول قصة حياة «خيسوسا بلانكاريس»، وهي امرأة من الطبقة الكادحة في مطلع القرن العشرين بالمكسيك.
في سنة 2013، حصلت بونياتوسكا على جائزة ميغيل دي ثيربانتس للآداب باللغة الإسبانية، لتكون رابع امرأة تفوز بهذا التكريم الأدبي بعد الشاعرة الإسبانية ماريا ثامبرانو (1988) والشاعرة الكوبية دولسي ماريا لويناس (1992) والأديبة الأكاديمية الإسبانية آنا ماريا ماتوته (2010). وقد جاء في حيثيات منحها الجائزة أنها اختيرت للفوز بهذه الجائزة الكبرى من أجل «مشوارها الأدبي اللامع، وإخلاصها النموذجي للصحافة والقائم على التزام راسخ بالتاريخ المعاصر».
كانت بونياتوسكا قد حصلت أيضًا على جائزتي «أمير أستورياس» و«بلانيتا» الأدبيتين.

## روابط خارجية
- إلينا بونياتوسكا على موقع IMDb (الإنجليزية)
- إلينا بونياتوسكا على موقع إن إن دي بي (الإنجليزية)
- إلينا بونياتوسكا على موقع قاعدة بيانات الفيلم (الإنجليزية)